# Пабло Шорі
Пабло Енріке Шорі Ернандес (ісп. Pablo Enrique Shorey Hernández; нар. 4 грудня 1983, Камагуей, провінція Камагуей) — кубинський борець греко-римського стилю, дворазовий призер чемпіонатів світу, триразовий переможець Панамериканських чемпіонатів, чемпіон Панамериканських ігор, учасник Олімпійських ігор.

## Життєпис
Боротьбою почав займатися з 1994 року.
Виступав за борцівський клуб «Серро Пеладо» з Гавани. Тренер — Педро Валь.

## Спортивні результати на міжнародних змаганнях

### Виступи на Олімпіадах
| Змагання                    | Збірна | Вагова категорія                 | Місце |
| --------------------------- | ------ | -------------------------------- | ----- |
| Літні Олімпійські ігри 2012 | Куба   | греко-римська боротьба, до 84 кг | 7     |

### Виступи на Чемпіонатах світу
| Змагання                        | Збірна | Вагова категорія                 | Місце  |
| ------------------------------- | ------ | -------------------------------- | ------ |
| Чемпіонат світу з боротьби 2009 | Куба   | греко-римська боротьба, до 84 кг | Бронза |
| Чемпіонат світу з боротьби 2010 | Куба   | греко-римська боротьба, до 84 кг | Срібло |
| Чемпіонат світу з боротьби 2011 | Куба   | греко-римська боротьба, до 84 кг | 18     |
| Чемпіонат світу з боротьби 2014 | Куба   | греко-римська боротьба, до 85 кг | 15     |

### Виступи на Панамериканських чемпіонатах
| Змагання                                   | Збірна | Вагова категорія                 | Місце  |
| ------------------------------------------ | ------ | -------------------------------- | ------ |
| Панамериканський чемпіонат з боротьби 2007 | Куба   | греко-римська боротьба, до 84 кг | Бронза |
| Панамериканський чемпіонат з боротьби 2010 | Куба   | греко-римська боротьба, до 84 кг | Золото |
| Панамериканський чемпіонат з боротьби 2011 | Куба   | греко-римська боротьба, до 84 кг | Золото |
| Панамериканський чемпіонат з боротьби 2012 | Куба   | греко-римська боротьба, до 84 кг | Срібло |
| Панамериканський чемпіонат з боротьби 2014 | Куба   | греко-римська боротьба, до 85 кг | Золото |

### Виступи на Центральноамериканських і Карибських іграх
| Змагання                  | Збірна | Вагова категорія                 | Місце  |
| ------------------------- | ------ | -------------------------------- | ------ |
| Панамериканські ігри 2011 | Куба   | греко-римська боротьба, до 84 кг | Золото |

### Виступи на Панамериканських іграх
| Змагання                                                | Збірна | Вагова категорія                 | Місце  |
| ------------------------------------------------------- | ------ | -------------------------------- | ------ |
| Центральноамериканські і Карибські ігри 2014 (Веракрус) | Куба   | греко-римська боротьба, до 85 кг | Золото |

### Виступи на Кубках світу
| Змагання                    | Збірна | Вагова категорія                 | Місце |
| --------------------------- | ------ | -------------------------------- | ----- |
| Кубок світу з боротьби 2010 | Куба   | греко-римська боротьба, до 84 кг | 4     |
| Кубок світу з боротьби 2011 | Куба   | греко-римська боротьба, до 84 кг | 9     |

### Виступи на інших змаганнях
| Змагання                                                               | Збірна | Вагова категорія                 | Місце  |
| ---------------------------------------------------------------------- | ------ | -------------------------------- | ------ |
| Кубок Гранми з боротьби 2012                                           | Куба   | греко-римська боротьба, до 84 кг | Золото |
| Олімпійський кваліфікаційний турнір з боротьби 2012 (Кіссіммі-Орландо) | Куба   | греко-римська боротьба, до 84 кг | Золото |
| Trophee Milone 2012                                                    | Куба   | греко-римська боротьба, до 84 кг | Золото |
| Кубок Гранми з боротьби 2014                                           | Куба   | греко-римська боротьба, до 85 кг | Золото |
| Кубок Гранми з боротьби 2015                                           | Куба   | греко-римська боротьба, до 85 кг | Срібло |